# Giovanni Lunardi
Giovanni Lunardi (Parma, 30 maggio 1937) è un fotografo italiano; attualmente vive in Florida.
È diventato famoso scoprendo alcune delle più famose modelle del mondo: Greta Scacchi, Carol Alt, Valeria Mazza, Charlize Theron, Brooke Shields ed Heidi Klum. Ha collaborato con Antonio Pietrangeli e Bernardo Bertolucci.